# Liste der Friedhöfe in Herford
Die Liste der Friedhöfe in Herford gibt eine Übersicht über Friedhöfe und Begräbnisstätten in der Stadt Herford in Nordrhein-Westfalen.

## Friedhöfe im ursprünglichen Stadtgebiet
| Name, Bezeichnung                   | Straße                | Koordinaten                    | Träger                            | Anmerkungen | Foto |
| ----------------------------------- | --------------------- | ------------------------------ | --------------------------------- | --- | ---- |
| Alter Friedhof Herford              | Eisgrabenstraße       | 52° 6′ 41,6″ N, 8° 40′ 4,9″ O  | Stadt Herford                     | 1808 gegründet. Diente bis 1874 als Begräbnisstätte. 1964 wurde dort ein Kriegerdenkmal von Heinrich Wefings aufgestellt, das seit 1879 auf dem Alten Markt gestanden hatte. Der Friedhof ist denkmalgeschützt. |      |
| Erika-Friedhof                      | Vlothoer Str. 82      | 52° 6′ 56,4″ N, 8° 42′ 15,1″ O | Marien-Kirchengemeinde            | 1914 gegründet; Friedhofskapelle 1922 erbaut. Mit 7 ha zweitgrößter Herforder Friedhof. 4000 Grabstätten mit 15000 Gräbern. Auf dem Friedhof gibt es Grabstätten für Sternenkinder, das sind Kinder, die während der Schwangerschaft oder kurz nach der Geburt verstorben sind. |      |
| Friedhof Ewiger Frieden             | Zum Ewigen Frieden 33 | 52° 8′ 14,7″ N, 8° 41′ 8,1″ O  | Stadt Herford                     | 1924 angelegt. Mit über 26,5 ha größter Herforder Friedhof. 1955 erfolgte der Bau einer großzügigen Kapelle. Der Friedhof enthält Kriegsgräberfelder von Zwangsarbeitern, von sowjetischen und polnischen Kriegsgefangenen sowie den gefallenen Deutschen im 2. Weltkrieg. Der Friedhof verfügt über einen Begräbniswald, ein islamisches, ein alevitisches und ein jesidisches Grabfeld |      |
| Friedhof Hermannstraße              | Friedhofstr. 17       | 52° 6′ 36,8″ N, 8° 39′ 54,6″ O | Stadt Herford                     | 1873 eingeweiht. Der Friedhof Hermannstraße enthält zahlreiche repräsentative Grabstätten, die z. T. unter Denkmalschutz stehen. Daneben befinden sich dort Kriegsgräber der gefallenen Deutschen im 1. Weltkrieg. Auch das Grab von Otto Weddigen befindet sich auf dem Friedhof. |      |
| Jüdischer Friedhof                  | Friedhofstr. 24       | 52° 6′ 33,7″ N, 8° 40′ 5,3″ O  | Jüdische Gemeinde Herford-Detmold | 1679 (ältester Grabstein) |      |
| Marienfriedhof (Herford)            | Marienstraße          | 52° 7′ 8,8″ N, 8° 40′ 50,5″ O  | Marien-Kirchengemeinde            | 1870 angelegt. Auf einem Teil des Friedhofs befindet sich das Grabfeld der Erinnerung sowie ein Wildbienenpark |      |
| Friedhof an der Marienkirche        | Stiftbergstraße       | 52° 6′ 57,6″ N, 8° 41′ 13,7″ O | Marien-Kirchengemeinde            | Friedhof der Kirchengemeinde seit Gründung des Stifts auf dem Berge im 10. Jahrhundert. Hier wurden Mitglieder der Kirchengemeinde Stiftberg, zu der auch Falkendiek und Schwarzenmoor sowie bis 1666 Exter und Solterwisch gehörten, bestattet. Nachdem der Friedhof belegt war, wurde der Marienfriedhof angelegt. An der Marienkirche liegt der älteste erhaltene Grabstein Herfords. Bei Verbreiterungen der Stiftbergstraße 1874 und 1901 wurde die Mauer jeweils zur Kirche hin verschoben, so dass sich einige Gräber unter dem heutigen Straßenverlauf befinden. |      |
| Friedhof an der Kirche St. Johannis | Hämelinger Straße     | 52° 6′ 59,8″ N, 8° 40′ 25″ O   |                                   | 2019 wurden am Rande der Kirche St. Johannis Gräber entdeckt. Die erhaltenen Grabsteine stammen teilweise aus dem 16. Jahrhundert. |      |

## Friedhöfe in den neuen Stadtteilen
| Name, Bezeichnung                   | Straße                 | Koordinaten                    | Träger                 | Anmerkungen | Foto |
| ----------------------------------- | ---------------------- | ------------------------------ | ---------------------- | --- | ---- |
| Friedhof Diebrock                   | Hausheider Straße      | 52° 6′ 45,7″ N, 8° 37′ 21,8″ O | Stadt Herford          | Der Friedhof verfügt über einen alten und neuen Teil.                                                                      |      |
| Friedhof Eickum                     | Stedefreunder Str. 125 | 52° 6′ 11,7″ N, 8° 35′ 19,3″ O | Stadt Herford          | Der Friedhof besteht aus zwei Teilen, dem alten Teil, nördlich der Diebrocker Straße, und dem neuen Teil, südlich gelegen. |      |
| Friedhof Elverdissen                | Hillewalser Str. 3     | 52° 4′ 55,2″ N, 8° 38′ 33,8″ O | Stadt Herford          | |      |
| Friedhof Falkendiek / Schwarzenmoor | Mindener Straße        | 52° 8′ 50,1″ N, 8° 42′ 30″ O   | Marien-Kirchengemeinde | 1920 eingeweiht. |      |
| Friedhof Laar                       | Laarer Str. 297        | 52° 5′ 28,5″ N, 8° 35′ 24,4″ O | Stadt Herford          | Direkt neben der Auferstehungskirche                                                                                       |      |
| Friedhof Stedefreund                | Bielefelder Straße     | 52° 4′ 42,6″ N, 8° 37′ 10,8″ O | Stadt Herford          | |      |
| Kleintierfriedhof Schwarzenmoor     | Senderstraße 11        | 52° 7′ 53,1″ N, 8° 44′ 3,1″ O  | Privater Friedhof      | 1995 angelegt |      |

## Geschichte der Herforder Friedhöfe
Bis 1808 wurden die Bürger der Altstadt, der Radewig, der Abtei und der zu Herford gehörenden Bauerschaften auf dem Münsterkirchplatz beerdigt. Auch an den anderen Kirchen existierten Kirchhöfe. Gegen den Widerstand der Bevölkerung wurden die innerstädtischen Begräbnisplätze während der Zeit des Königreichs Westphalen (1807–1813) geschlossen und ein neuer, nach rationalen Kriterien geplanter Friedhof am Eisgraben (heute Friedhofstraße) eröffnet.
Der sogenannte „Alte Friedhof“, der um 1800 nach der Verlagerung der Friedhöfe der Herforder Kirchen angelegt wurde, war der erste kommunale Friedhof. Bereits nach wenigen Jahrzehnten war die Kapazität des Alten Friedhofs erschöpft, so dass er 1873 in südliche Richtung durch den Friedhof Hermannstraße erweitert werden musste. Auf dem Alten Friedhof finden seit 1874 keine Bestattungen mehr statt. Er beeindruckt durch sehr alte Grabsteine, die teilweise aus der Renaissance und dem Barock stammen. Ein hohes Kriegerdenkmal, das 1879 auf dem Alten Markt erbaut und 1964 auf den Alten Friedhof umgesetzt wurde, erinnert heute an die Gefallenen der Kriege Preußens gegen Dänemark und Österreich sowie des Deutsch-Französischen Krieges. Der Friedhof Hermannstraße, auf dem bis heute noch Beerdigungen stattfinden, beherbergt zahlreiche großzügige Familiengrabstätten und Mausoleen aus der Gründerzeit, die teilweise unter Denkmalschutz stehen. Der umfangreiche alte Baumbestand macht den Friedhof beliebt für Spaziergänger, die einen Platz der Ruhe suchen.
Zur Entlastung des Friedhofs Hermannstraße wurde 1924 der Friedhof Ewiger Frieden im Norden der Stadt angelegt. Er ist seitdem der Herforder Hauptfriedhof.
Friedhöfe der evangelisch-lutherischen Marienkirchengemeinde Stiftberg sind der 1870 angelegte Marien-Friedhof an der Marienstraße der 1914 gegründete Erika-Friedhof an der Vlothoer Straße, und der 1920 eingeweihte Friedhof Schwarzenmoor/Falkendiek an der Mindener Straße.
An der Friedhofstraße liegt der Jüdische Friedhof, der bereits seit dem 17. Jahrhundert der jüdischen Gemeinde als Begräbnisstätte dient.
Aus kultureller und geschichtlicher Sicht sind die Friedhöfe als Orte der Gegenwart und der Geschichte von besonderer Bedeutung. Dieses wird unterstrichen durch die Eintragung in die Denkmalliste der Stadt Herford.
Die Gesamtfläche aller Friedhöfe in Herford beträgt derzeit etwa 507.000 Quadratmeter. Damit stehen je Einwohner etwa 7,8 Quadratmeter zur Verfügung.